# یواس‌اس هاچینسون (پی‌اف-۴۵)
یواس‌اس هاچینسون (پی‌اف-۴۵) (به انگلیسی: USS Hutchinson (PF-45)) یک کشتی بود که طول آن ۳۰۳ فوت ۱۱ اینچ (۹۲٫۶۳ متر) بود. این کشتی در سال ۱۹۴۳ ساخته شد.